# Sektor B
Sektor B je naziv navijačke skupine KHL Medveščak Zagreb koja je osnovana 12. siječnja 2005. godine. Za vrijeme utakmica u Ledenoj dvorani Doma sportova skupina je bila smještena u sektoru B, odakle im  potječe i sam naziv.

## Povijest skupine
Iako KHL Medveščak obiluje iznimno bogatom sportskom poviješću, ali i navijačkom, nakon osamostaljenja Republike Hrvatske prolazi teško razdoblje s obzirom na to da hokej na ledu općenito biva na neki način zapostavljen kako od javnosti tako i od odgovornih. Ipak, usprkos tome, klub je uvijek imao nekolicinu strastvenih zaljubljenika kako u sam sport tako i u sve ono što KHL Medveščak predstavlja.
Datum osnivanja Sektora B nije ništa drugo nego prvo organizirano putovanje navijača i to u mađarski Dunaújváros na drugu četvrtfinalnu utakmicu tadašnje Interlige. Idejni pokretači skupine bili su Marko Vodeničar, Borna Šimić, Frane Krpan, Danijel Pavičić i Matija Pintarić, a njima su se ubrzo pridružili i Goran Barbarić, Danijel Jelenek, Andro Petani te Marko Ožegović. Svi oni smatraju se jednako zaslužni za osnivanje skupine.
Skupina ima vrlo blizak odnos s klubom koji je između ostalog podržao i registriranje udruge. Dobri odnosi vide se i u činjenici da klub i navijačka skupina surađuju na gotovo svim razinama tijekom sezone – od putovanja na gostovanja, organizacije humanitarnih akcija, prilagodbe koreografije do dodjele nagrada igračima od strane samih navijača. Tako dobar odnos skupina vjerojatno može zahvaliti i činjenici da uz njezino ime ne vežu se nikakvi incidenti ni u ni izvan sportskih dvorana, a što su sami zaslužni politikom nenasilja i nultom tolerancijom prema bilo kakvom obliku nepoštivanja kluba, sporta, sudionika i gledatelja. U prilog tome ide i činjenica da su ostvareni prijateljski odnosni s navijačima mađarske Albe Volan – nakon ispadanja mađarskog predstavnika u četvrtfinalu doigravanja EBEL-a 2010. godine njihova navijačka skupina bodrila je KHL Medveščak zajedno sa Sektorom B u Ledenoj dvorani Doma sportova.
Prvo povijesno vodstvo Udruge čine upravo idejni pokretači skupine. Predsjednik Udruge je Marko Vodeničar, a potpredsjednici su Borna Šimić i Andro Petani, dok je Goran Barbarić tajnik Udruge. Prema statutu Udruge vodstvo se mijenja svake dvije godine što pruža mogućnost da svaki član udruge biva ravnopravan u izboru za vodstvo Udruge.

## Nagrade udruge
Sektor B je kao udruga navijača pokrenula i godišnje nagrađivanje igrača u vidu tri kategorije i to za igrača godine, nadu godine te najsrčanijeg igrača godine. Prve nagrade Udruga je dodijelila nakon sezone 2009./10., a prvi dobitnici bili su Robert Kristan kao igrač godine, Mislav Blagus kao nada godine te Miroslav Brumerčik kao najsrčaniji igrač godine. Igrači su nagrade preuzeli osobno na posebnom posljednjem druženju navijača i igrača u Ledenoj dvorani Doma sportova.
| 2009./10. | Robert Kristan  |
| 2010./11. | Ryan Kinasewich |
| 2011./12. | Frank Banham    |
| 2012./13. | Andy Sertich    |

| 2009./10. | Mislav Blagus  |
| 2010./11. | Dominik Kanaet |
| 2011./12. | Ivan Šijan     |
| 2012./13. | Gal Koren      |

| 2009./10. | Miroslav Brumerčik |
| 2010./11. | Alan Letang        |
| 2011./12. | Tom Zanoški        |
| 2012./13. | Dario Kostović     |

## Zanimljivosti
Sektor B je,  u suradnji s klubom, 16. prosinca 2009. godine održao druženje i klizanje s momčadi čiji povod je zapravo bila humanitarna akcija za udrugu Hrabri medo, odnosno, njihov projekt "Dom daleko od doma". Ulaz na događaj bio je moguć za kovanicu od pet kuna (medvjed) ili igračku medvjeda. Prikupljeno je 25 tisuća kuna i oko 1000 plišanih medvjedića i igračaka. Posjetitelji su mogli družiti se, fotografirati, pričati i klizati sa svim hokejašima Medveščaka, a osim toga mogli su kupiti i njihovu opremu (palice i klizaljke) te kolače njihovih majkâ, djevojaka i supruga, a koje su također bile nazočile. Bila je to prva službena suradnja kluba i Udruge.

## Vanjske poveznice
- Službena stranica  Arhivirana inačica izvorne stranice od 13. studenoga 2012. (Wayback Machine)